# 요코노촌 (군마현)
요코노촌(일본어: 横野村)은 일본 군마현 세타군에 설치되었던 촌이다.